# Tahnee Welch
Tahnee Welch, nome d'arte di La Tahn Renee Welch (San Diego, 26 dicembre 1961), è un'attrice statunitense.

## Biografia
Nata nel 1961 a San Diego (California), è figlia di Raquel Welch. A 16 anni abbandonò la scuola e si trasferì a New York, dove iniziò a studiare recitazione.
Negli anni ottanta iniziò la sua carriera di attrice in Italia, dove si impose grazie al film di Carlo Vanzina Amarsi un po'..., al fianco di Claudio Amendola e Virna Lisi. Nel 1992 è protagonista del film thriller L'angelo con la pistola a fianco di Remo Girone. 
Successivamente girò a Hollywood il suo film di maggior successo Cocoon, l'energia dell'universo, diretta da Ron Howard.
Dopo una lunga parentesi sul set della soap opera Falcon Crest, partecipò a Cocoon - Il ritorno per poi tornare in Italia e apparire in film e serie tv tra i quali Disperatamente Giulia, regia di Enrico Maria Salerno con Fabio Testi e Laura Antonelli.
Nel 1995 ha posato per Playboy, e poi è seguita una serie di pellicole di minore rilevanza.

## Filmografia

### Cinema
- Femmina violenta (The Beloved), regia di George Pan Cosmatos (1971)
- Amarsi un po'..., regia di Carlo Vanzina (1984)
- Cocoon - L'energia dell'universo (Cocoon), regia di Ron Howard (1985)
- La bella addormentata (Sleeping Beauty), regia di David Irving (1987)
- Ossessione mortale (Der Joker), regia di Peter Patzak (1987)
- Cocoon - Il ritorno (Cocoon: The Return), regia di Daniel Petrie (1988)
- La bocca, regia di Luca Verdone (1990)
- L'angelo con la pistola, regia di Damiano Damiani (1992)
- Inganno criminale (The Criminal Mind), regia di Joseph Vittorie (1993)
- Condotta indecente (Improper Conduct), regia di Jag Mundhra (1994)
- Cerca e distruggi (Search and Destroy), regia di David Salle (1995)
- Ho sparato a Andy Warhol (I Shot Andy Warhol), regia di Mary Harron (1996)
- Venice Express (Night Train to Venice), regia di Carlo U. Quinterio (1996)
- Sue - Lost in Manhattan (Sue), regia di Amos Kollek (1997)
- Johnny 2.0, regia di Neil Fearnley (1997)
- Una luce nelle tenebre (Black Light), regia di Michael Storey (1999)
- Pyrite, regia di Adrienne Weiss - cortometraggio (1999)
- Body and soul, regia di Sam Henry Kass (2000)

### Televisione
- Falcon Crest – serie TV, 4 episodi (1987-1988)
- Disperatamente Giulia, regia di Enrico Maria Salerno – miniserie TV (1989)
- Johnny 2.0, regia di Neill Fearnley – film TV (1998)

### Videogiochi
- Ripper, regia di Phil Parmet (1996)

## Doppiatrici italiane
Nelle versioni in italiano dei suoi film, Tahnee Welch è stata doppiata da: 
- Roberta Paladini in Cocoon - L'energia dell'universo, Cocoon - Il ritorno
- Anna Cesareni in La bocca, L'angelo con la pistola
- Emanuela Rossi in Amarsi un po'
- Francesca Guadagno in La bella addormentata
- Claudia Balboni in Condotta indecente
- Rosalba Caramoni in Una luce nelle tenebre
- Vittoria Febbi in Disperatamente Giulia
- Monica Ward in Ripper